# Кузнецов, Дмитрий Анатольевич
Дмитрий Анатольевич Кузнецов (14 августа 1972 года, Москва, СССР — 1 июля 2021 г.) — российский футболист, полузащитник.

## Карьера
Воспитанник московского «Торпедо», за которое играл в 1989—1994 годах. 25 октября 1992 года в матче против ставропольского «Динамо» дебютировал в высшей лиге. 10 мая 1994 года в матче против «Жемчужины» забил единственный гол в чемпионате России. Всего в высшей лиге сыграл 20 матчей и забил 1 гол. После ухода из «Торпедо» преимущественно играл за клубы из Второго дивизиона, среди которых можно выделить димитровградскую «Ладу» и тульский «Арсенал», которые выступали в Первом дивизионе.
Окончил МГАФК, работал тренером в ФШ «Чертаново».